# کیان محمودی
سلام 
من کیان هستم
درباره من: 
من کیان محمودی هستم ساکن قزوین با دوسال سابقه درسته سن کمی دارم اما میتوانم در جامعه کارافرین باشم
من میلیون ها اسکرول کردم تا به هدفم نزدیک بشم شکست های زیادی خوردم ولی نا امید نشدم و درس گرفتم 
اشنایی دارم با طراح سایت برنامه نویس تدوینگر ادمین و اشنایی با ابزار های تدوینگری هم دارم